# Sita (Rumunia)
Sita – wieś w Rumunii, w okręgu Bistrița-Năsăud, w gminie Spermezeu. W 2011 roku liczyła 350 mieszkańców.